# Gérard du Puy
Gérard du Puy (anche come di Luy, de Podio, Puteo e de Poggio) (Rosiers-d'Égletons, 1320/1330 – Avignone, 14 febbraio 1389) è stato un cardinale francese.

## Biografia

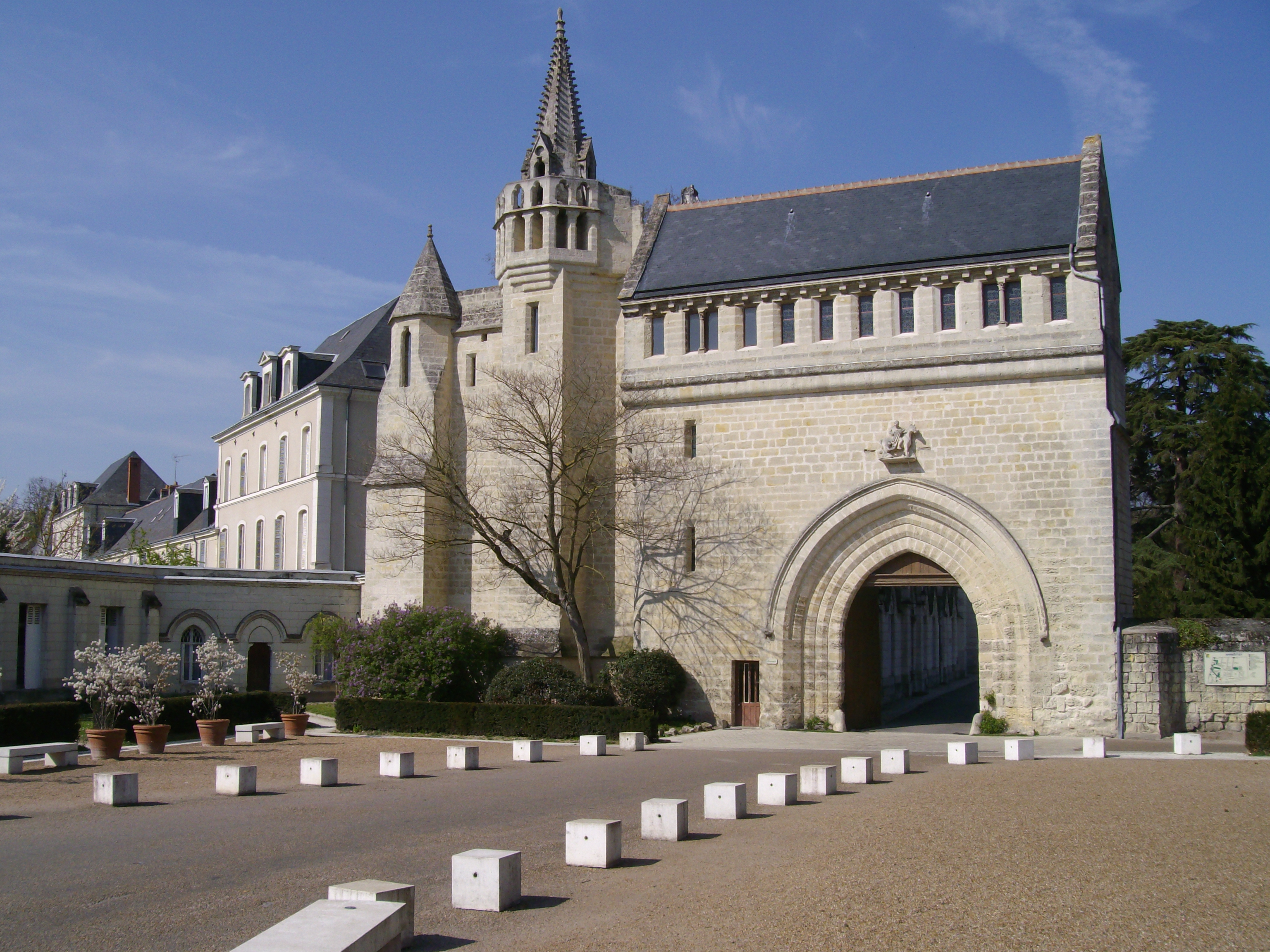
Abbazia di Marmoutier

Nacque nel castello du Puy, a Rosiers-d'Égletons, nella diocesi di Tulle. Era cugino o nipote di papa Gregorio XI. Entrò in giovane età nell'Ordine di San Benedetto di Cluny.
Nel 1350 divenne abate del monastero di Saint-Pierre aux Monts, nella arcidiocesi di Tours; nel 1363 divenne abate di Marmoutier, nella arcidiocesi di Tours, succedendo ad uno dei suoi fratelli. In vista di un imminente ritorno del papa a Roma da Avignone, nel 1372 divenne vicario generale del papa e governatore di Perugia e della provincia di Campagna e Marittima; fu assediato a Perugia durante la guerra degli Otto Santi. Governatore della provincia del Patrimonio di san Pietro, dovette affrontare una sollevazione popolare, che si tramutò in breve in guerra aperta.
Fu creato cardinale nel concistoro del 20 dicembre 1375 da papa Gregorio XI e fu il quinto ed ultimo parente creato dal papa; entrò a far parte della Curia romana il 3 febbraio 1377 e ricevette il titolo di San Clemente. Partecipò al conclave del 1378 che elesse papa Urbano VI. Partecipò al conclave del settembre 1378, che elesse l'antipapa Clemente VII e il cardinale passò all'obbedienza dell'antipapa, dando inizio, con gli altri cardinali soprattutto francesi, al Grande Scisma d'Occidente.
Morì il 14 febbraio 1389 e fu sepolto nella chiesa dei francescani ad Avignone.